# یواس‌اس چیواوا (ای‌او-۶۸)
یواس‌اس چیواوا (ای‌او-۶۸) (به انگلیسی: USS Chiwawa (AO-68)) یک کشتی بود که طول آن ۵۰۱ فوت ۷٫۷۵ اینچ (۱۵۲٫۹۰۱۷ متر) بود. این کشتی در سال ۱۹۴۲ ساخته شد.